# 南京大学地球科学与工程学院

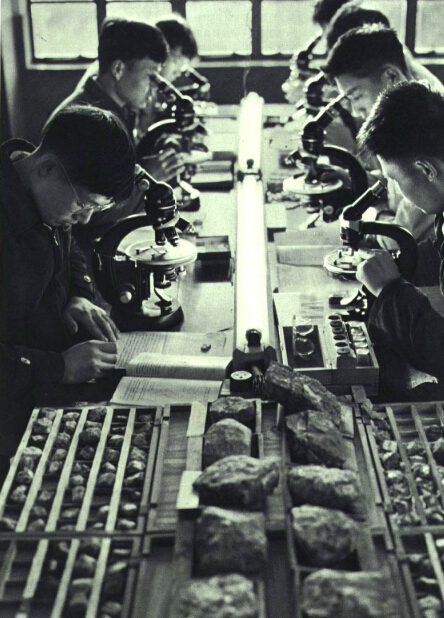
1966年的南京大学地质学系

南京大学地球科学系的前身是南京大学地质学系，源出中国最早建立的地学系。

## 历史概要
- 1920年南京高等师范学校时期，在文史地内设立中国最早的地学系，地学系设地理气象组和地质矿物组，竺可桢为首任系主任。1929年中央大学时期，地学系分为地理学系和地质学系，李学清任地质学系主任。以后中央大学和南京大学时期，徐克勤曾长期担任系主任和名誉系主任。
- 1986年，地质学系更名为地球科学系。地球科学系是地学院的组成部分。
- 2008年，地球科学系升格为地球科学与工程学院，分为地球科学系、水科学系、地质工程与信息技术系。

## 现况概览
博物馆
- 南京大学地球科学博物馆：该馆位于南京大学鼓楼校区田家炳楼。展品涵盖地球科学的主要方面，设有四个展室：地球组成固体物质展室、地球运动和构造地质展室、地球生命史展室，另一展室以玉石标本为主。该馆于2001年11月起筹建，2002年5月16日（“五·二〇”校庆期间）举行开馆仪式。
- 南京大学地球科学数字博物馆：该馆为教育部《面向21世纪教育振兴行动计划》“现代远程教育工程”2001年中央财政专项大学数字博物馆项目之一，由徐士进教授负责主持，后又经过多次完善、充实。数字博物馆分为岩石、矿物、古生物、实景四个板块，提供丰富的地学名词解释及友好的交互式条目查询接口。

主办刊物
- 中国《高校地质学报》，主编为王德滋院士。

## 校友
- 袁见齐
- 许靖华
- 谢先德
- 戴金星
- 安芷生
- 孙枢
- 郑永飞
- 张经
- 郭华东
- 周忠和
- 刘丛强
- 王焰新

## 链接
- 地球科学与工程学院 （页面存档备份，存于）